# Richard Stanton (pilote automobile)
Pour les articles homonymes, voir Richard Stanton et Stanton.
Pas d'image ? Cliquez ici
Richard Stanton, né le 8 mars 1962 à Hitchin, est un pilote automobile britannique. Il compte notamment trois participations aux 24 Heures du Mans, en 2002, 2003 et 2005.

## Carrière
En 2001, Richard Stanton se lance en Championnat britannique des voitures de grand tourisme au volant d'une TVR Tuscan T400R,.
En 2002, il participe pour la première fois aux 24 Heures du Mans. Au volant de la Morgan Aero 8R de Dewalt Racesports Salisbury, Il termine la course sur abandon à la dix-neuvième heure, sur problème moteur.
L'année suivante, il participe de nouveau aux 24 Heures du Mans à bord d'une TVR Tuscan T400R. L'équipage abandonne sur une casse de la transmission après que la voiture soit sortie de la piste.
En 2005, il revient aux 24 Heures du Mans une dernière fois, où il franchit la ligne d'arrivée non classé.